# ВШГ Тирол (Ватенс)
ВШГ „Тирол“ (Ватенс) (на немски: Wattener Sportgemeinschaft Tirol, Верксшпортгемайншафт Сваровски Ватенс) е австрийски футболен отбор от град Ватенс. Тимът играе в Австрийската бундеслига.

## История
Създаден е през 1930 г.

## Срещи с български отбори
„Сваровски“ се е срещал с български отбори в приятелски срещи.

### „Лудогорец“
С „Лудогорец“ се е срещал на 29 юни 2012 г. в Австрия като срещата завършва 10 – 0 за „Лудогорец“ .